# Italian Boys
Italian Boys is een Nederlandse voetbalclub uit de stad Groningen, opgericht op 28 maart 1985. Ze spelen de thuiswedstrijden op Sportpark De Parrel, waar de amateurclub het complex deelt met vv Mamio en in het verleden ook met SGVV.
De vereniging is opgericht vanuit de Italiaanse gemeenschap in Groningen. De eerste leden waren werkzaam bij Italiaanse pizzeria's en restaurants. Omdat voor hen de zaterdag de drukste werkdag was, werd er voor gekozen om deel te nemen aan de amateurwedstrijden op zondag. Trainingen vonden plaats op ochtenden, eveneens vanwege het werk in de horeca.
Amicitia VMC · Be Quick 1887 · Blauw Geel '15 · DIO Groningen · DIVA '83 · VV Engelbert · GSAVV Forward · VV GEO · VV Glimmen · VV Gorecht · GRC Groningen · Groen-Geel · VV Groningen · VV Groninger Boys · VV Gruno · GVAV-Rapiditas · VV Haren · VV Helpman · HFC'15 · Italian Boys · Kids United · GSVV The Knickerbockers · FC Lewenborg · Lycurgus · VV Mamio · VV Omlandia · Oosterparkers · Oranje Nassau · PKC '83 · VV Potetos · SC Stadspark · Sv TEO · Velocitas 1897 · VVK · SV Woltersum